# Gamma Cassiopeiae
Gamma Cassiopeiae (Tsih, Marj, Navi, 27 Cassiopeiae) é uma estrela na direção da Cassiopeia. Possui uma ascensão reta de 00h 56m 42.50s e uma declinação de +60° 43′ 00.3″. Sua magnitude aparente é igual a 2.15. Considerando sua distância de 613 anos-luz em relação à Terra, sua magnitude absoluta é igual a −4.22. Pertence à classe espectral B0IV:evar. É uma estrela variável, protótipo das variáveis γ Cassiopeiae.